# Bumetopia uniformis
Bumetopia uniformis är en skalbaggsart som beskrevs av Stefan von Breuning 1939. Bumetopia uniformis ingår i släktet Bumetopia och familjen långhorningar.
Artens utbredningsområde är Filippinerna. Inga underarter finns listade.